# Sterling (Town, Vernon County)
Die Town of Sterling ist eine von 21 Towns im Vernon County im US-amerikanischen Bundesstaat Wisconsin. Im Jahr 2010 hatte die Town of Sterling 633 Einwohner.
Town hat in Wisconsin eine grundlegend andere Bedeutung, als im übrigen englischsprachigen Bereich. Vielmehr entspricht sie den in den anderen US-Bundesstaaten üblichen Townships, die nach dem County die nächstkleinere Verwaltungseinheit bilden.

## Geografie
Die Town of Sterling liegt im Südwesten Wisconsins, rund 15 km östlich des am Mississippi gelegenen Schnittpunktes der drei Bundesstaaten Wisconsin, Iowa und Minnesota.
Die Town of Sterling liegt in der Driftless Area genannten eiszeitlich geformten Region, die sich über das südöstliche Minnesota, das südwestliche Wisconsin, das nordöstliche Iowa und das äußerste nordwestliche Illinois erstreckt. Bei der letzten Eiszeit, der so genannten Wisconsin Glaciation, blieb die Region eisfrei, sodass sich die Flusstäler auch während dieser Zeit tiefer in das Plateau einschneiden konnten.
Die geografischen Koordinaten des Zentrums der Town of Sterling sind 43°28′14″ nördlicher Breite und 91°02′06″ westlicher Länge. Sie erstreckt sich über eine Fläche von 117,7 km².
Die Town of Sterling liegt im Südwesten des Vernon County und grenzt an folgende Nachbartowns:
| Town of Genoa     | Town of Harmony                             | Town of Jefferson               |
| Town of Wheatland | Kompassrose, die auf Nachbargemeinden zeigt | Town of Franklin                |
|                   | Town of Freeman (Crawford County)           | Town of Utica (Crawford County) |

## Verkehr
Der Wisconsin State Highway 82 führt in West-Ost-Richtung durch das Zentrum der Town of Sterling. Daneben führen noch die County Highways N und NN durch die Town. Alle weiteren Straßen sind untergeordnete Landstraßen, teils unbefestigte Fahrwege sowie innerörtliche Verbindungsstraßen.
Die nächsten Flughäfen sind der La Crosse Regional Airport (rund 60 km nordnordwestlich), der Rochester International Airport in Rochester, Minnesota (rund 170 km westnordwestlich) und der Dane County Regional Airport in Wisconsins Hauptstadt Madison (rund 170 km ostsüdöstlich).

## Bevölkerung
Nach der Volkszählung im Jahr 2010 lebten in der Town of Sterling 633 Menschen in 233 Haushalten. Die Bevölkerungsdichte betrug 5,4 Einwohner pro Quadratkilometer. In den 233 Haushalten lebten statistisch je 2,72 Personen.
Ethnisch betrachtet bestand die Bevölkerung mit fünf Ausnahmen nur aus Weißen. Unabhängig von der ethnischen Zugehörigkeit waren 0,9 Prozent der Bevölkerung spanischer oder lateinamerikanischer Abstammung.
28,8 Prozent der Bevölkerung waren unter 18 Jahre alt, 58,2 Prozent waren zwischen 18 und 64 und 13,0 Prozent waren 65 Jahre oder älter. 48,7 Prozent der Bevölkerung war weiblich.
Das mittlere jährliche Einkommen eines Haushalts lag bei 43.911 USD. Das Pro-Kopf-Einkommen betrug 20.223 USD. 16,8 Prozent der Einwohner lebten unterhalb der Armutsgrenze.

## Ortschaften in der Town of Sterling
Neben Streubesiedlung existieren in der Town of Sterling noch folgende gemeindefreie Siedlungen:
- Purdy
- Retreat
- West Prairie